# Errastunus daedaleus
Errastunus daedaleus är en insektsart som beskrevs av Logvinenko 1966. Errastunus daedaleus ingår i släktet Errastunus och familjen dvärgstritar. Inga underarter finns listade i Catalogue of Life.